# Revaluation Model
Il Revaluation Model è un'operazione contabile previsto dalle regole IASB per la valutazione delle immobilizzazioni. 
Consiste nel valutare in bilancio le immobilizzazioni al fair value alla data della rivalutazione al netto di ammortamenti ed eventuali svalutazioni. Non è previsto dallo IASB un intervallo di tempo nel quale compiere le rivalutazioni che quindi saranno più frequenti in caso di valori di mercato volatili e più sporadiche in caso di prezzi maggiormente stabili. L'eventuale valutazione dovuta ad adeguamento al fair value non comporta un ricavo ma la costituzione di una riserva del patrimonio netto pari alla differenza tra l'incremento del valore di carico del bene e l'incremento del relativo ammortamento.